# Сима Децзун
Сима Децзун (спрощ.: 司馬德宗; піньїнь: Sima Dezong; 382 —419) — 14-й імператор династії Цзінь, 10-й володар епохи Східна Цзінь.

## Життєпис
Походив з імператорського роду Сима. Був сином імператора Сима Яо. 387 року був оголошений спадкоємцем трону. 390 року втратив матір. 395 року як підтвердження свого статусу отримав західний палац в імператорському комплексі у Цзянкані. 396 року після отруєння батька був оголошений імператором під іменем Ань-ді.
Вплив при цьому зберіг впливовий аристократ і родич імператора — Сима Даоцзі. Втім він виявився доволі некомпетентним правителем, в результаті країна занурилась в інтриги, посилився вплив аристократії. Поволі Сима Даоцзі все більше часу приділяв пиятиці й розкошам. 399 року, скориставшись цим, син Сима Даоцзі — Сима Юаньсян — відсторонив батька від влади, ставши новим регентом. 400 року спалахнуло велике повстання на чолі із Сун Еном. Воно охопило значні території на півдні країни. Того ж року з великими труднощами вдалося його придушити.

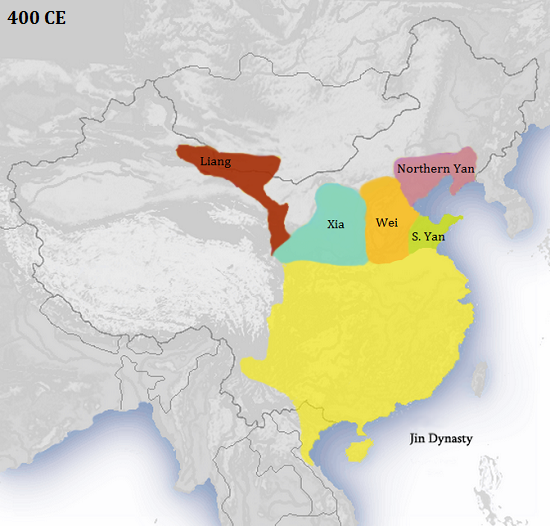
Східна Цзінь у 400 році

В той час повстала нова проблема: ще за часів колишніх імператорів вплив роду Хуань поступово зростав. Станом на 401 рік голова клану Хаунь Сюянь контролював дві третини земель династії Цзінь. Зважаючи на це, Сима Юаньсян вирішив приборкати занадто впливового аристократа. Це викликало новий оберт протистояння. Хуань Сюань 402 року рушив проти Сима Юаньсяна, розбив урядові війська й захопив Цзянкан, потім убив Юаньсяна і відправив у заслання Сима Даоцзі. Того ж року він повалив імператора Ань-ді та проголосив імператором себе.
Але клан Хуань, як і раніше не любили, тому втримати владу в своїх руках вони не змогли. На чолі їх супротивників став популярний військовик Лю Юй. 404 року він виступив з військом з Цзінкоу, напав на Хуань Сюаня, убив його і, винищивши весь рід Хуан, відновив на троні імператора Ань-ді. Від того часу реальна влада в імперії перейшла в руки Лю Юя. Він дещо обмежив свавілля князів і поліпшив збирання податків. У наступні роки він зробив два успішних походи на північ — проти царств Південна Ян та Західна Шу. 410 року цзіньська армія під його орудою знищила царство Південна Лян, а 417 року захопила Чанань і розгромила царство Пізня Цінь. Ті землі, втім, не були приєднані до Східної Цзінь — їх розділили між собою варварські північнокитайські царства. Однак зовнішньополітичні успіхи сприяли зростанню популярності Лю Юя. Він почав прагнути отримати імператорську владу. 419 року, після декількох замахів, за наказом Лю Юя імператора Ань-ді було вбито. Лю Юй зробив новим імператором брата вбитого — Сима Девена.